# 烏索爾卡河 (塔謝耶瓦河支流)
烏索爾卡河是俄羅斯的河流，屬於塔謝耶瓦河的左支流，由克拉斯諾亞爾斯克邊疆區負責管轄，河道全長356公里，流域面積10,800平方公里，發源自中西伯利亞高原，河水主要來自雨水和融雪，每年十月至翌年五月結冰。